# Desaparición de Alex Sloley
Alexander Sloley (nacido el 4 de agosto de 1991) desapareció sin dejar rastro ni causa aparente el 2 de agosto de 2008 en el distrito londinense de Enfield, Inglaterra. No ha habido pruebas de su paradero.

## Antecedentes
Sloley tenía el mote de «Gog». Había estudiado en la Escuela de Artes y Medios de Comunicación de Islington y asistía al City and Islington College.
Sloley tenía dieciséis años cuando desapareció y sólo faltaban dos días para su decimoséptimo cumpleaños. Sloley fue descrito como alguien que se vestía elegantemente y no era desaliñado. A Sloley le gustaba el fútbol y comer comida tradicional de las Indias Occidentales como plátanos fritos, empanadillas y gachas.
Sus padres estaban separados y tenía tres hermanas: Tasha, Tazrah y Lattina. El padre de Sloley, Christopher murió en 2014 sin saber el destino de su hijo.

## Desaparición
Sloley se había quedado en casa de un amigo en Edmonton. Se fue de allí alrededor del mediodía del 2 de agosto de 2008 para volver a casa por su cumpleaños, pero nunca llegó. Cuando desapareció tenía poco dinero y ninguna muda de ropa. Sloley no tenía su pasaporte con él. Llevaba consigo su teléfono móvil, pero se desconectó cuando desapareció. Su desaparición no fue característica.
La policía no encontró nada que indicara a dónde pudo haber ido Sloley. «Es como si hubiera desaparecido de la faz del planeta», dijo un oficial en 2012. No se recuperó ningún rastro de Sloley en las grabaciones de las cámaras de seguridad.

## Investigación posterior
En septiembre de 2009 se informó de un posible avistamiento en Ilford, pero nunca se ha confirmado. En octubre de 2009 la organización benéfica Missing People y el supermercado Iceland se unieron para que la historia y la foto de Sloley aparecieran en los cartones de leche. El de Sloley fue uno de los primeros casos en ser publicado de tal manera en Inglaterra, y apareció en casi 13,5 millones de cartones de leche.
En julio de 2015, la madre de Sloley, Nerissa Tivy, se sorprendió al enterarse de que la policía había recibido numerosos informes de avistamientos en 2009. Tivy declaró que se había reunido con la policía varias veces y que nunca le habían informado sobre esos avistamientos.
En septiembre de 2017 Mick Neville, jefe retirado de la Unidad Central de Imágenes de la Policía Metropolitana, comparó la desaparición de Sloley y la de otro brillante estudiante de matemáticas que desapareció sin dejar rastro. Andrew Gosden tenía catorce años cuando desapareció en 2007, menos de un año antes que Sloley. La última ubicación conocida de Gosden fue en King's Cross, y cuando Sloley desapareció se pensó que iba camino a Islington, que está a dos millas de King's Cross. «Se plantea la cuestión de si hay un asesino en serie al acecho... ...hay que reconocer los posibles vínculos entre estos casos», dijo Neville.
En septiembre de 2019 la Policía Metropolitana publicó un cartel actualizado que muestra a Sloley tal y como puede verse en ese momento. Se informó de que no se había utilizado el pasaporte, la cuenta bancaria o el seguro nacional de Sloley en los últimos once años. El detective Tom Boom, de la Unidad de Personas Desaparecidas, declaró que no había pruebas de que Sloley hubiera sufrido daños, pero que el caso se había enfriado y no había pistas importantes.  

### Críticas a la investigación policial
La madre de Sloley siente que la policía podría haber hecho más para buscar a su hijo. La policía ha mantenido que se hizo todo lo posible para encontrarlo.